# Gouville-sur-Mer
Gouville-sur-Mer és un municipi francès situat al departament de la Manche i a la regió de Normandia. L'any 2007 tenia 2.045 habitants.

## Demografia

### Població
El 2007 la població de fet de Gouville-sur-Mer era de 2.045 persones. Hi havia 911 famílies de les quals 279 eren unipersonals (103 homes vivint sols i 176 dones vivint soles), 328 parelles sense fills, 234 parelles amb fills i 70 famílies monoparentals amb fills.
La població ha evolucionat segons el següent gràfic:
Habitants censats

### Habitatges
El 2007 hi havia 1.642 habitatges, 919 eren l'habitatge principal de la família, 653 eren segones residències i 70 estaven desocupats. 1.301 eren cases i 59 eren apartaments. Dels 919 habitatges principals, 668 estaven ocupats pels seus propietaris, 230 estaven llogats i ocupats pels llogaters i 22 estaven cedits a títol gratuït; 15 tenien una cambra, 57 en tenien dues, 172 en tenien tres, 240 en tenien quatre i 434 en tenien cinc o més. 781 habitatges disposaven pel capbaix d'una plaça de pàrquing. A 492 habitatges hi havia un automòbil i a 329 n'hi havia dos o més.

### Piràmide de població
La piràmide de població per edats i sexe el 2009 era:
| Homes | Edats   | Dones |
| ----- | ------- | ----- |
| 0     | 95 o +  | 0     |
| 0     | 90 a 94 | 4     |
| 4     | 85 a 89 | 12    |
| 4     | 80 a 84 | 20    |
| 48    | 75 a 79 | 60    |
| 72    | 70 a 74 | 72    |
| 56    | 65 a 69 | 64    |
| 68    | 60 a 64 | 76    |
| 40    | 55 a 59 | 20    |
| 44    | 50 a 54 | 48    |
| 52    | 45 a 49 | 60    |
| 56    | 40 a 44 | 48    |
| 76    | 35 a 39 | 60    |
| 48    | 30 a 34 | 68    |
| 52    | 25 a 29 | 32    |
| 32    | 20 a 24 | 36    |
| 32    | 15 a 19 | 68    |
| 68    | 10 a 14 | 44    |
| 48    | 5 a 9   | 36    |
| 48    | 0 a 4   | 28    |

## Economia
El 2007 la població en edat de treballar era de 1.159 persones, 796 eren actives i 363 eren inactives. De les 796 persones actives 744 estaven ocupades (391 homes i 353 dones) i 53 estaven aturades (21 homes i 32 dones). De les 363 persones inactives 167 estaven jubilades, 96 estaven estudiant i 100 estaven classificades com a «altres inactius».

### Ingressos
El 2009 a Gouville-sur-Mer hi havia 922 unitats fiscals que integraven 2.013,5 persones, la mediana anual d'ingressos fiscals per persona era de 18.087 €.

### Activitats econòmiques
Dels 86 establiments que hi havia el 2007, 2 eren d'empreses alimentàries, 1 d'una empresa de fabricació d'elements pel transport, 1 d'una empresa de fabricació d'altres productes industrials, 13 d'empreses de construcció, 25 d'empreses de comerç i reparació d'automòbils, 3 d'empreses de transport, 7 d'empreses d'hostatgeria i restauració, 3 d'empreses financeres, 6 d'empreses immobiliàries, 10 d'empreses de serveis, 10 d'entitats de l'administració pública i 5 d'empreses classificades com a «altres activitats de serveis».
Dels 25 establiments de servei als particulars que hi havia el 2009, 1 era una oficina de correu, 3 oficines bancàries, 2 autoescoles, 4 paletes, 3 guixaires pintors, 2 fusteries, 1 lampisteria, 1 electricista, 3 perruqueries, 4 restaurants i 1 agència immobiliària.
Dels 13 establiments comercials que hi havia el 2009, 1 era un hipermercat, 1 un supermercat, 2 fleques, 1 una fleca, 3 peixateries, 1 una peixateria, 1 una botiga de mobles, 1 una botiga de material de revestiment de parets i terra i 2 floristeries.
L'any 2000 a Gouville-sur-Mer hi havia 25 explotacions agrícoles que ocupaven un total de 539 hectàrees.

## Equipaments sanitaris i escolars
El 2009 hi havia 1 hospital de tractaments de mitja durada (seguiment i rehabilitació), 1 farmàcia i 1 ambulància.
El 2009 hi havia 1 escola maternal i 1 escola elemental.

## Poblacions més properes
El següent diagrama mostra les poblacions més properes.